# Спас-Тешилово
Спас-Тешилово — деревня в городском округе Серпухов Московской области. До упразднения в 2018 году Серпуховского района входила в состав Липицкого сельского поселения (до 29 ноября 2006 года входила в состав Балковского сельского округа).

## Население
| 2002 | 2006 | 2010 |
| ---- | ---- | ---- |
| 0    | ↗1   | ↘0   |

## География
Деревня расположена на правом берегу Оки к западу от Пущино, в 12 км к юго-западу от Серпухова.

## Достопримечательность
На северной окраине деревни сохранилось городище — остатки древнерусского города Тешилова.